# ロイヤル・カレッジ・オブ・アート

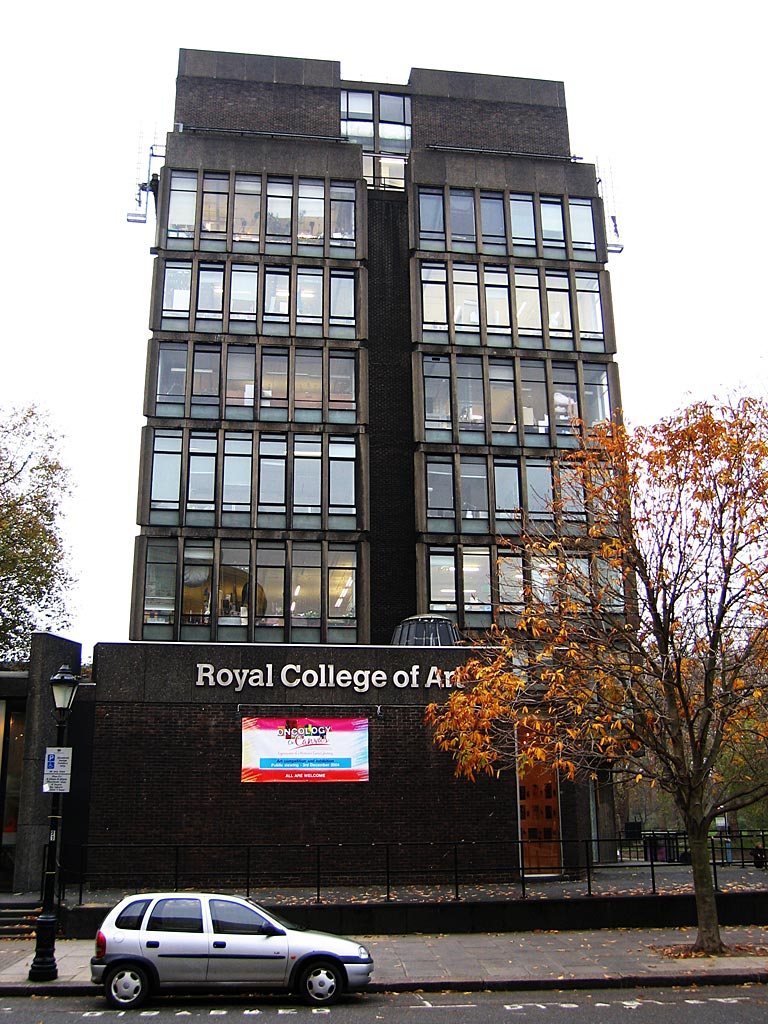
ケンジントン・ゴアにあるダーウィン棟

ロイヤル・カレッジ・オブ・アート（英: Royal College of Art、略: RCA）は、ロンドンに所在するイギリスの国立大学。学士課程は存在せず、修士号（M.A.、M.Des.及びM.Phil.）に加えて博士号（Ph.D.）を授与することのできる数少ない美術系大学院大学の一つ。
QS世界大学ランキングでは、2025年の時点で11年連続でアート・デザイン分野の世界1位に位置しており、世界一の美術系大学とされる。学生数は少ないが、デザイナーや美術家の間では言わずと知れた超名門校である。
プロダクト、インテリア、ファッションなどの従来のアート・デザイン領域のみならず、近年はSTEAM教育やスタートアップ育成にも注力している。

## 沿革
1837年に官立デザイン学校（Government School of Design）として創立された。1852年、リチャード・バーチェットが校長に就任する。1853年、組織拡大とともに国立美術訓練学校（National Art Training School）へと名前を変え、マルボローハウスに移転した。1857年にはサウス・ケンジントンに移転し、女子美術学校（Female School of Art）とは違う建物に入った。1896年に「ロイヤル・カレッジ・オブ・アート」に改名されたが、19世紀の間は、学校のあった場所からサウス・ケンジントン学校（South Kensington Schools）の通称で呼ばれた。学校の主な目的は教員養成であったが、この時期の在学生には次のような人物がいた。ジョージ・クラウゼン、クリストファー・ドレッサー、ルーク・フィルズ、ケイト・グリーナウェイ、ガートルード・ジーキル。
1896年、学校名が現在のロイヤル・カレッジ・オブ・アート（Royal College of Art）に変った後、アート・デザインの実技を重視する教育方針へと転換した。グラフィックデザイン、インダストリアルデザイン、プロダクトデザインの教育が20世紀半ばに始まった。1960年代にRCAはさらに拡大し、1967年には英国王室憲章を受けた。それにより独立した大学としての地位を獲得し、自ら学位を授与することができるようになった。
RCAは近代イギリス彫刻が1920年代に誕生する上で重要な役割を果たした。また、1960年代のポップ・アートの発展にも寄与している。

## キャンパス
RCAはセントラルロンドンのサウス・ケンジントンとバターシー地区とホワイトシティ地区に拠点を置いている。
ケンジントン・ゴアにある本部棟は1960年代に建てられており、第二級指定建築物となっている。デザインを担当したのはRCAの教員であるヘンリー・トーマス・キャドバリー=ブラウン、ヒュー カッソン、ロバート・グッデンのチームであった。
2020年から2021年にかけて建築事務所Herzog & de Meuronによるデザインで現バターシーキャンパスの真南の敷地に新棟が建ち、ケンジントンおよびホワイトシティに分散したキャンパスが集約される予定となっている。

## 学科
RCAでは次の分野を学ぶことができる。アニメーション、情報経験デザイン、ジュエリー、インテリアデザイン、文章構成（ライティング）、建築、絵画、彫刻、自動車デザイン、キュレーション、写真、コミュニケーションデザイン、イノベーションデザイン工学、サービスデザイン、テキスタイル、ファッション、陶芸。デザイン史専攻の修士課程（M.A.）は、ヴィクトリア・アンド・アルバート博物館と共同で提供されている。また、イノベーション・デザイン・エンジニアリングの修士課程（M.A./M.Sc.）はインペリアル・カレッジ・ロンドンとの共同プログラムである。
2013年、RCAとインペリアル・カレッジ・ロンドンは国境を超えたデザインプログラムを初めて設置した。グローバル・イノベーション・デザイン連携プログラムと呼ばれるもので、学生は海外提携校でも一定期間授業を受けることになる。提携先は、アメリカのニューヨーク州ブルックリンにあるプラット・インスティテュートの大学院インダストリアルデザイン学科、そして神奈川県日吉の慶應義塾大学大学院メディアデザイン研究科である。2017年より、提携校として北京にある清華大学及びシンガポールの南洋理工大学の組み合わせを経由することもできるようになった。

## 評価
2008年12月に行われた最新の研究評価事業（Research Assessment Exercise）において、RCAの研究業績全体の40%が最高評価（「4*」か「世界トップレベル（world-leading）」）を受け、美術系分野では3番目に高い評価を与えられた。なお、他分野の大学も含めて、RCAよりも高い評価を受けた大学は約50校のみである。
2011年4月に『モダン・ペインターズ』（雑誌）は美術業界のプロたちを対象に調査を行い、イギリスの美術大学トップ10を発表した。結果は次のとおりである。1位：ロイヤル・カレッジ・オブ・アート、2位：ロイヤル・アカデミー・オブ・アーツ、3位：シティ・アンド・ギルド・ロンドン美術学校、4位：スレード美術大学、5位：ロンドン大学ゴールドスミス・カレッジ。

## 出身者
- ヘンリー・ムーア（1898年生、彫刻家）
- ガース・ウィリアムズ（1912年生、イラストレーター）
- リドリー・スコット（1937年生、映画監督）
- デイヴィッド・ホックニー（1937年生、画家）
- トニー・スコット（1944年生、映画監督）
- ロジャー・ディーン（1944年生、画家・アートデザイナー・建築家）
- ジェームズ・ダイソン（1947年生、ダイソン社の創業者）
- ブラザーズ・クエイ(1947年生、映像作家)
- ジョン・フォックス（1947年生、ミュージシャン）
- ペーター・シュライヤー（1953年生、カーデザイナー）
- イアン・カラム（1954年生、カーデザイナー）
- 面矢慎介(1954年生、デザイン史家)
- オリビエ・ブーレイ（1957年生、カーデザイナー）
- ジャスパー・モリソン（1959年生、デザイナー）
- 和田智（1961年生、カーデザイナー）
- ソフィー・ミュラー（1962年生、映像作家）
- 松の木タクヤ (1962年生、アーティスト、画家、デザイナー)
- チャップマン・ブラザース（1962年生・1966年生、アーティスト）
- クライン・ダイサム・アーキテクツ（1963年生・1964年生、建築家）
- 内海智行（1963年生、建築家・インテリアデザイナー）
- ニール・バレット（1965年生、ファッションクリエイター）
- ガイ・ヘンドリックス・ディアス（1968年生、映画美術監督）
- 菅靖子(1968生、デザイン史家)
- クリストファー・ベイリー（1971年生、バーバリー社CD）
- 田川欣哉（1976年生、デザインエンジニア）
- スズキユウリ（1980年生、デザイナー、アーティスト、ミュージシャン）
- Sputniko! - アーティスト
- 長谷川愛 - アーティスト、デザイナー
- 日髙杏子 - 色彩学者
- Kanghyuk Choi - デザイナー
- Sanglak Shon - デザイナー
- Bridget Riley - アーティスト、画家
- Chris Ofili - アーティスト（David Zwirner, Victoria Miro取扱作家）、1998年ターナー賞受賞、画家
- Varda Caivano - アーティスト（Victoria Miro取扱作家）、画家
- Gillian Carnegie - アーティスト（Andrea Rosen Gallery取扱作家）、2005年ターナー賞ノミネート
- Marvin Gaye Chetwynd - アーティスト（Sadie Coles取扱作家）、2012年ターナー賞ノミネート
- Nigel Cooke - アーティスト（Pace Gallery, Blum & Poe取扱作家）
- Dexter Dalwood - アーティスト（Gagosian Gallery, Simon Lee Gallery取扱作家）、2010年ターナー賞ノミネート
- William Daniels - アーティスト（Luhring Augustine, Vilma Gold, Marc Foxx取扱作家）
- Tracey Emin - アーティスト（White Cube取扱作家）
- Alistair Frost - アーティスト（Zach Feuer取扱作家）
- Anthea Hamilton - アーティスト、2016年ターナー賞ノミネート
- Sophie von Hellerman - アーティスト（Greene Naftali, Vilma Gold, Marc Foxx取扱作家）、画家
- Katy Moran - アーティスト（Andrea Rosen Gallery取扱作家）
- Ryan Mosley - アーティスト（Alison Jacques Gallery取扱作家）
- Ian Kiaer - アーティスト（Tanya Bonakdar Gallery, Alison Jacques Gallery取扱作家）
- Ansel Krut - アーティスト（Modern Art取扱作家）
- Merlin James - アーティスト（Sikkema Jenkins & Co.取扱作家）
- Daniel Sinsel - アーティスト（Sadie Coles取扱作家）
- Richard Deacon - アーティスト（Marian Goodman Gallery, Lisson Gallery取扱作家）、彫刻家
- Tony Cragg - アーティスト（Marian Goodman Gallery, Lisson Gallery取扱作家）、彫刻家
- Alice Channer - アーティスト、彫刻家
- Jess Flood-Paddock - アーティスト（Carl Freedman Gallery取扱作家）、彫刻家
- Graham Hudson - アーティスト、彫刻家
- Hew Locke - アーティスト（Hales Gallery取扱作家）、彫刻家
- Kristina Buch - アーティスト
- Nathaniel Mellors - アーティスト
- Yves Scherer - アーティスト（GALERIE GUIDO W. BAUDACH取扱作家）、彫刻家
- Katrina Palmer - アーティスト
- Maaike Schoorel - アーティスト（Maureen Paley, Marc Foxx取扱作家）
- Gavin Turk - アーティスト、彫刻家
- Richard Wentworth - アーティスト（Lisson Gallery取扱作家）、彫刻家
- Alison Wilding - アーティスト、彫刻家
- Carey Young - アーティスト（Paula Cooper Gallery取扱作家）、写真家
- Anne Hardy - アーティスト（Maureen Paley取扱作家）
- Tom Hunter - アーティスト、写真家
- Runa Islam - アーティスト（White Cube取扱作家）
- Idris Khan - アーティスト（Sean Kelly Gallery, Victoria Miro取扱作家）、写真家
- Margaret Salmon - アーティスト
- Hannah Starkey - アーティスト（Tanya Bonakdar Gallery取扱作家）、写真家
- Sophy Rickett - アーティスト
- Andrea Büttner - アーティスト（David Kordansky Gallery取扱作家）、2017年ターナー賞ノミネート
- Allen jones - アーティスト
- Andrew Grassie - アーティスト（Maureen Paley取扱作家）
- Andy Harper - アーティスト、画家
- Becky Beasley - アーティスト（Laura Bartlett Gallery取扱作家）
- Bruno Gironcoli - アーティスト（Clearing取扱作家）
- Cerith Wyn Evans - アーティスト（White Cube取扱作家）
- Chantal Joffe - アーティスト（Cheim Read, Victoria Miro取扱作家）、画家
- Chris Succo - アーティスト（Almine Rech Gallery取扱作家）、画家
- Dawn Mellor - アーティスト（Team Gallery取扱作家）、画家
- Dee Ferris - アーティスト、画家
- Don Brown - アーティスト（Sadie Coles, Almine Rech Gallery取扱作家）
- Eric Bainbridge - アーティスト、彫刻家
- Frank Auerbach - アーティスト、画家
- Frank Bowling - アーティスト、画家
- Haris Epaminonda - アーティスト（Casey Kaplan取扱作家）
- Helene Appel- アーティスト（James Cohan Gallery, The approach取扱作家）
- Hurvin Anderson - アーティスト（Thomas Dane Gallery, Michael Werner Gallery取扱作家）、2017年ターナー賞ノミネート
- Isabelle Cornaro - アーティスト（Hannah Hoffman Gallery）
- Jack Lavender - アーティスト（Nicodim Gallery, The approach取扱作家）
- Jeffrey Gibson - アーティスト（Marc Straus取扱作家）
- Joe Tilson - アーティスト
- Liz Neal - アーティスト
- Lubaina Himid - アーティスト、2017年ターナー賞ノミネート
- Luke Diiorio - アーティスト（Pippy Houldsworth取扱作家）
- Lydia Gifford - アーティスト（Laura Bartlett Gallery取扱作家）
- Malcolm Morley - アーティスト（Sperone Westwater, Xavier Hufkens取扱作家）、1984年ターナー賞受賞
- Marguerite Humeau - アーティスト（Clearing取扱作家）
- Marie Lund - アーティスト（Laura Bartlett Gallery取扱作家）
- Mathis Gasser - アーティスト（Ribordy Contemporary取扱作家）
- Michael DeLucia - アーティスト（Anthony Meier Fine Arts取扱作家）
- naok fujimoto | 藤本ナオ子 - アーティスト / ファシリテーター（哲学カフェ主宰）/ リサーチャー（RCA Sculpture School 出身）
- Nicolas Deshayes - アーティスト（Modern Art取扱作家）
- Nina Beier - アーティスト（Metro Pictures取扱作家）
- Ori Gersht - アーティスト（CRG Gallery取扱作家）
- Oscar Murillo - アーティスト（David Zwirner取扱作家）
- Patrick Caulfield - アーティスト
- Peter Blake - アーティスト
- Phillip Allen - アーティスト（The approach, Kerlin Gallery取扱作家）
- R. B. Kitaj - アーティスト
- Sam Windett - アーティスト（Marc Foxx, The approach取扱作家）
- Stuart Cumberland - アーティスト（The approach取扱作家）
- Tania Kovats - アーティスト（Pippy Houldsworth取扱作家）
- Tim Stoner - アーティスト（Modern Art取扱作家）
- Victor Burgin - アーティスト（Galerie Thomas Zander取扱作家）
- Viola Yeşiltaç - アーティスト（David Lewis取扱作家）

## 歴代の教員
- David Pye（家具デザイナー）
- フランシス・ベーコン（画家）
- クェンティン・ブレイク（児童文学作家・イラストレーター）
- リチャード・ハミルトン（画家）
- ケネス・フランプトン（建築史家）
- エドゥアルド・パオロッツィ（彫刻家・美術家）
- ウィム・クロウェル（グラフィックデザイナー）
- ノエル・バーチ（映画批評家）
- ポーリーン・デニア（ポール・スミスの夫人）
- Glynn Williams（グリン・ウイリアムス）（彫刻家）
- ヘレン・チャドウィック（アーティスト
- ジリアン・ネイラー(デザイン史家)